# كيفن وول
كيفن وول (بالإنجليزية: Kevin Wall)‏ هو عالم بيئة أمريكي، ولد في 15 مارس 1952 في فورت واين في الولايات المتحدة.